# 日本ジュニアゴルフ選手権競技
日本ジュニアゴルフ選手権競技（にほんジュニアゴルフせんしゅけんきょうぎ）は日本ゴルフ協会が主催、スポーツ庁、日本高等学校・中学校ゴルフ連盟、スポーツニッポン、地域活性化センターが後援するジュニアゴルファー日本一決定戦。男女それぞれが、15-17歳、12-14歳の2つの部門に分かれて行われる。

## 概要
1957年に最初のジュニアゴルフ選手権が開催されたが、当時はJGA非公認の大会で、参加も男子のみだった。
1969年に女子大会も開催がスタート。1995年以降、正式なJGA主催大会として毎年、埼玉県川越市の霞ヶ関カンツリー倶楽部で固定開催されている。
2016年は女子の部のみ東京ゴルフ倶楽部で開催される。
2020年は新型コロナウイルス感染拡大に伴い中止。
2007年には総務省・文部科学省の「スポーツ拠点づくり推進事業」に承認されている。
2025年には高ゴ連主催の全国高校選手権・全国中学校選手権個人戦を統合して実施予定

## 歴代の主な優勝者
- 倉本昌弘[1]
- 湯原信光[1]
- 川岸良兼[1]
- 丸山茂樹[1]
- 深堀圭一郎[1]
- 宮里優作[1]
- 池田勇太[1]
- 石川遼[1]
- 福嶋晃子[1]
- 古閑美保
- 上原彩子
- 宮里美香[1]
- 横峯さくら[1]
- 宮里藍[1]
- 諸見里しのぶ
- 有村智恵
- 原江里菜
- 勝みなみ
- 梶谷翼

| 開催年 | 回数 | 15–17男子 | 15–17女子 | 12–14男子 | 12–14女子 |
| ------ | ---- | --------- | --------- | --------- | --------- |
| 2025   | 69回 |           |           |           |           |